# Ретавский район
Ретавский район (лит. Rietavo rajonas) — административно-территориальная единица в составе Литовской ССР, существовавшая в 1950—1962 годах. Центр — город Ретавас.
Ретавский район был образован в составе Клайпедской области Литовской ССР 20 июня 1950 года. В его состав вошли 24 сельсовета Ретавского уезда, 4 сельсовета Клайпедского уезда и 3 сельсовета Тельшяйского уезда.
28 мая 1953 года в связи с ликвидацией Клайпедской области Ретавский район перешёл в прямое подчинение Литовской ССР.
8 декабря 1962 года Ретавский район был упразднён, а его территория передана в Плунгеский район.